# Cooler Master

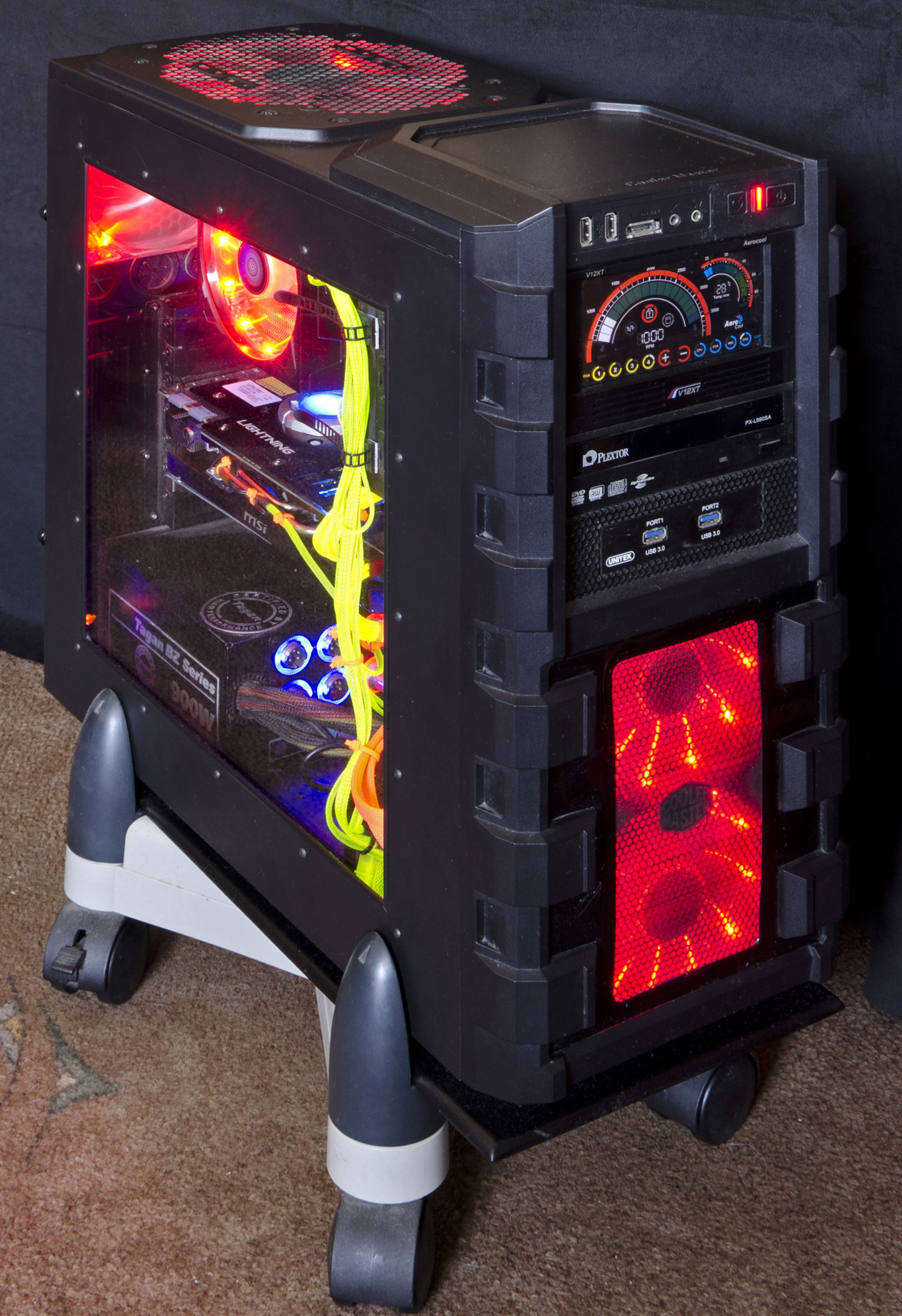
Komputer w obudowie Cooler Master HAF912 Plus

Cooler Master Co., Ltd. – producent obudów komputerów, wentylatorów komputerowych, radiatorów, elementów chłodzących komputery stacjonarne i przenośne powietrzem i płynami, zasilaczy i innych akcesoriów komputerowych.
Firma Cooler Master została założona w 1992 roku w mieście Zhonghe na Tajwanie. W roku 1998 firma uzyskała certyfikat ISO-9001.
Cooler Master posiada kilka oddziałów w Stanach Zjednoczonych (Chino, Kalifornia), Holandii (Eindhoven), Niemczech (Augsburg), Brazylii (São Paulo) oraz w krajach Azji i Oceanii. Firma udostępnia również usługi typu OEM i ODM w sektorze rozwiązań chłodzenia.